# Adolfo Reginato
Adolfo Reginato (Santiago, 1917 – 1989) chilei nemzetközi labdarúgó-játékvezető, sportvezető.

## Pályafutása

### Nemzeti játékvezetés
Játékvezetésből Santiago de Chilében vizsgázott. Vizsgát követően a Santiago de Chilei Labdarúgó-szövetség által üzemeltetett labdarúgó bajnokságokban kezdte sportszolgálatát. A Chilei labdarúgó-szövetség Játékvezető Bizottságnak (JB) minősítésével a Primera División játékvezetője. Küldési gyakorlat szerint rendszeres partbírói szolgálatot is végzett. A nemzeti játékvezetéstől 1968-ban visszavonult.

### Nemzetközi játékvezetés
A Chilei labdarúgó-szövetség JB terjesztette fel nemzetközi játékvezetőnek, a Nemzetközi Labdarúgó-szövetség (FIFA) 1959-től tartotta nyilván bírói keretében. A FIFA JB központi nyelvei közül a spanyolt beszélte. Több nemzetek közötti válogatott, valamint Copa Libertadores klubmérkőzést vezetett, vagy működő társának partbíróként segített. A nemzetközi játékvezetéstől 1968-ban búcsúzott.

#### Labdarúgó-világbajnokság
Az 1962-es labdarúgó-világbajnokságon a FIFA JB kizárólag partbíróként alkalmazta. Selejtező mérkőzéseken a COMNEBOL zónában partbíróként tevékenykedett. Kettő csoportmérkőzésen szolgált partbíróként. Egy alkalommal egyes számú besorolást kapott, a kor elvárásai szerint játékvezetői sérülése esetén ő vezette volna tovább a találkozót. Partbírói mérkőzéseinek száma világbajnokságon: 2.
| Időpont         | Helyszín                      | Mérkőzés típusa              | Mérkőzés                            | Játékvezető      | Eredmény | Nézők száma |
| --------------- | ----------------------------- | ---------------------------- | ----------------------------------- | ---------------- | -------- | ----------- |
| 1962. június 2. | El Teniente Stadion, Rancagua | csoportmérkőzés (4. csoport) | Anglia–Argentína                    | Nyikolaj Latisev | 3 – 1    | 9 794       |
| 1962. június 7. | El Teniente Stadion, Rancagua | csoportmérkőzés (4. csoport) | Angol labdarúgó-válogatott–Bulgária | Antoine Blavier  | 0 – 0    | 5 700       |

## Sportvezetőként
- 1959–1968 között a  Chilei Labdarúgó-szövetség JB elnöke.
- 1982–1985 között a FIFA JB tagja.